# Blazej Krupa
Błażej Krupa, né le 3 février 1946, est un pilote de rallye polonais.

## Biographie
Il commence la compétition automobile en 1974 (2e de son rallye national la même année), et la termine en 1988.
Son meilleur résultat en WRC est une 6e place au Rallye Safari du Kenya en 1979, sur Mercedes 280 E avec Sobieslaw Zasada pour copilote (qu'il retrouve l'année suivante sur l'épreuve avec le même véhicule, mais l'équipage doit alors abandonner).
En 1981 il remporte le rallye de Yougoslavie, comptant pour le championnat d'Europe, sur une Renault 5 Alpine. 1980 et 1981 le voient également finir second du rallye du Danube (roumain).
Son copilote est Piotr Mystkowski durant presque l'ensemble de sa carrière, sauf les toutes premières années.

## Palmarès

### Titres
- Double vainqueur du Championnat de Pologne des rallyes,  en 1974 (sur Renault 12) et 1979 (sur Renault 5 Alpine);
- Double vainqueur de la Coupe de la Paix et de l'Amitié, en 1975 et 1976 (sur Renault 17 Gordini par deux fois, ex-aequo avec le bulgare Ilia Tchoubrikov en 1976).